# Future Street
Future Street è il secondo album discografico del gruppo musicale di jazz-rock statunitense Pages, pubblicato dalla casa discografica Epic Records nel novembre del 1979.
Il singolo I Do Believe in You si classificò all'ottantaquattresimo posto (15 dicembre 1979) nella Chart di Billboard Hot 100, unica presenza in classifica della band.

## Tracce
Lato A
1. I Do Believe in You – 4:00 (John Lang, Richard Page, Steve George)
2. The Sailor's Song – 4:20 (John Lang, Richard Page, Steve George, Jerry Manfredi)
3. Take My Heart Away – 3:46 (John Lang, Richard Page)
4. Future Street – 4:09 (Richard Page, John Lang, Steve George, Jerry Manfredi)

Lato B
1. Who's Right, Who's Wrong – 4:18 (Kenny Loggins, Richard Page)
2. Chemistry – 5:13 (Richard Page, John Lang, Jerry Manfredi, Steve George)
3. Two People – 4:24 (John Lang, Richard Page, Steve George)
4. Keep on Movin' – 3:59 (John Lang, Richard Page, Jerry Manfredi, Steve George, Charles Icarus Johnson)

## Formazione
- Richard Page - voce solista, tastiere, sintetizzatori, accompagnamento vocale-coro
- Richard Page - mini moog solo (brano: Chemistry)
- Steve George - tastiere, sintetizzatori, accompagnamento vocale-coro
- Steve George - voce solista (brano: Two People)
- Steve George - mini moog solo (brani: I Do Believe in You / Chemistry / Two People)
- Charles Icarus Johnson - chitarra elettrica, chitarra acustica
- Charles Icarus Johnson - chitarra solo (brani: I Do Believe in You / The Sailor's Song / Future Street)
- Charles Icarus Johnson - chitarra acustica solo (brano: Take My Heart Away)
- Jerry Manfredi - basso, basso fretless
- George Lawrence - batteria
- John Lang - testi

Musicisti aggiunti
- Tim May - chitarra ritmica (brano: Chemistry)
- Joey Trujillo - chitarra acustica (brano: Take My Heart Away) e chitarra ritmica (brano: The Sailor's Song)
- Jai Winding - tastiere, fender rhodes (brano: Who's Right, Who's Wrong)
- Russ Battelene - batteria (brani: The Sailor's Song e Take My Heart Away)
- Michael Brecker - sax solo (brano: Who's Right, Who's Wrong)
- Don Alias - percussioni
- Bobby Colomby - percussioni
- Claudio Slon - percussioni
- Chuck Findley - strumento a fiato
- Jerry Hey - strumento a fiato
- Lew McCreary - strumento a fiato
- Bill Reichenbach - strumento a fiato
- Larry Williams - strumento a fiato
- Kenny Loggins e George Hawkins - voci (brano: Who's Right, Who's Wrong)
- Jerry Hey - arrangiamento e conduzione strumenti ad arco e strumenti a fiato (brani: Who's Right, Who's Wrong e Keep on Movin')
- Dick Hazard - arrangiamento e conduzione strumenti ad arco e strumenti a fiato (brano: Take My Heart Away)

Note aggiuntive
- Bobby Colomby - produttore
- Pages e Bobby Colomby - arrangiamenti
- Registrazioni effettuate al: Location Recording Service (Burbank, California); Davlen Recording Studio (North Hollywood, California); Cherokee Recording Studio (Hollywood, California); Capitol Recording Studio (Hollywood, California)
- Michael Verdick - ingegnere delle registrazioni
- Scott Singer - assistente ingegnere delle registrazioni
- Mixaggio effettuato al Location Recording Service di Burbank (California) da Michael Verdick e Bobby Colomby
- Mastering effettuato al Location Recording Service di Burbank (California) da Steve Guy
- Raul Vega - fotografia
- Steam - design
- Jim Paris - concept
- John Lang - sleeve design[4]